# 쌤앤파커스
쌤앤파커스는 대한민국의 대형출판사이다.
쌤앤파커스 출판사는 2006년 설립되어, <멈추면, 비로소 보이는 것들>,<아프니까 청춘이다>, <초격차>, <포노사피엔스>, <이기는 습관>, <일본전산 이야기>, <혼.창.통> 등 개인에게는 혁신의 동기를 부여하고, 기업에는 긍정적이고 적극적인 변화의 바람을 일으키는 책들을 출간해온 출판사이다.